# Мокроусовський округ
Мокроу́совський округ (рос. Мокроусовский округ) — адміністративна одиниця, муніципальний округ Курганської області Російської Федерації.
Адміністративний центр — село Мокроусово.

## Населення
Населення району становить 11067 осіб (2021; 13115 у 2010, 15379 у 2002).

## Історія
Мокроусовський район був утворений 1924 року у складі Уральської області. 1934 року він увійшов до складу новоутвореної Челябінської області, а 1943 року — до складу Курганської області. У період 1963-1965 років район був ліквідований. 2001 року ліквідовано присілок Біле.
2004 року район перетворено в Мокроусовський муніципальний район, усі сільські ради перетворені в сільські поселення зі збереженням старих назв. 2007 року ліквідовано присілок Комсомольська. 31 жовтня 2018 року були ліквідовані Карпунінська сільська рада та Крепостинська сільська рада, їхні території увійшли до складу Мокроусовської сільської ради.
8 жовтня 2021 року район перетворено в Мокроусовський муніципальний округ, при цьому були ліквідовані усі сільські поселення:
| Поселення                                  | Площа, км² | Населення, осіб (2002) | Населення, осіб (2010) | Населення, осіб (2021) | Населені пункти |
| ------------------------------------------ | ---------- | ---------------------- | ---------------------- | ---------------------- | --- |
| Карпунінська сільська рада (до 2018 року)  | 115,68     | 278                    | 176                    | -                      | село Карпуніно, присілок Жиляковка                                                                                           |
| Крепостинська сільська рада (до 2018 року) | 197,08     | 535                    | 430                    | -                      | село Крепость, присілок Кокорево                                                                                             |
| Куртанська сільська рада                   | 259,68     | 476                    | 428                    | 352                    | село Куртан, присілок Селезньово                                                                                             |
| Лапушинська сільська рада                  | 152,86     | 575                    | 436                    | 315                    | село Лапушки, присілки Вкелике Песьяне, Півіше                                                                               |
| Лопаревська сільська рада                  | 167,99     | 406                    | 317                    | 226                    | село Лопарево, присілки Воскресенка, Сливне                                                                                  |
| Маломостовська сільська рада               | 180,74     | 907                    | 737                    | 576                    | село Мале Мостовське, присілки Кругле, Мале Середкино, Осеєва, Одставне                                                      |
| Михайловська сільська рада                 | 180,82     | 798                    | 575                    | 432                    | село Михайловка, присілок Новотроїцьке                                                                                       |
| Мокроусовська сільська рада                | 376,53     | 5461                   | 5269                   | 5429                   | село Мокроусово, присілки Кукарська, Пороги, Часниково; села Карпуніно, Крепость, присілки Жиляковка, Кокорево (з 2018 року) |
| Розсвітська сільська рада                  | 258,17     | 619                    | 391                    | 264                    | село Розсвіт, присілки Велике Каменне, Полой                                                                                 |
| Семіскульська сільська рада                | 369,80     | 607                    | 356                    | 234                    | село Одіно, присілки Денисово, Комсомольська, Семіскуль                                                                      |
| Старопершинська сільська рада              | 124,68     | 762                    | 597                    | 505                    | село Старопершино, присілок Дмитрієвка                                                                                       |
| Сунгуровська сільська рада                 | 126,48     | 716                    | 661                    | 571                    | село Сунгурово, присілок Мале Песьяново                                                                                      |
| Травнинська сільська рада                  | 217,54     | 965                    | 758                    | 586                    | село Травне, присілки Каракуль, Кругле                                                                                       |
| Уваровська сільська рада                   | 137,93     | 477                    | 395                    | 304                    | село Уварово, присілок Єрьомино                                                                                              |
| Утичівська сільська рада                   | 178,33     | 799                    | 699                    | 563                    | село Утиче, присілки Межеумне, Многопльє, Тетер'є                                                                            |
| Шелеповська сільська рада                  | 182,29     | 514                    | 434                    | 317                    | село Шелепово, присілок Велике Щуче                                                                                          |
| Щигрівська сільська рада                   | 162,50     | 484                    | 456                    | 393                    | село Щигри, присілки Курська, Фатежська                                                                                      |

## Населені пункти
| №  | Населений пункт                      | Населення, осіб (2002) | Населення, осіб (2010) |
| -- | ------------------------------------ | ---------------------- | ---------------------- |
| 1  | Велике Каменне, присілок             | 39                     | 5                      |
| 2  | Велике Песьяне, присілок             | 93                     | 48                     |
| 3  | Велике Щуче, присілок                | 77                     | 75                     |
| 4  | Воскресенка, присілок                | 89                     | 28                     |
| 5  | Денисово, присілок                   | 25                     | 9                      |
| 6  | Дмитрієвка, присілок                 | 314                    | 200                    |
| 7  | Єрьомино, присілок                   | 83                     | 84                     |
| 8  | Жиляковка, присілок                  | 43                     | 9                      |
| 9  | Каракуль, присілок                   | 24                     | 15                     |
| 10 | Карпуніно, село                      | 235                    | 167                    |
| 11 | Кокорево, присілок                   | 179                    | 103                    |
| -  | Комсомольська, присілок              | 71                     | -                      |
| 12 | Крепость, село                       | 356                    | 327                    |
| 13 | Кругле (Маломостовська ср), присілок | 202                    | 174                    |
| 14 | Кругле (Травнинська ср), присілок    | 140                    | 79                     |
| 15 | Кукарська, присілок                  | 88                     | 81                     |
| 16 | Курська, присілок                    | 120                    | 109                    |
| 17 | Куртан, село                         | 475                    | 426                    |
| 18 | Лапушки, село                        | 362                    | 294                    |
| 19 | Лопарево, село                       | 287                    | 256                    |
| 20 | Мале Мостовське, село                | 440                    | 373                    |
| 21 | Мале Песьяново, присілок             | 195                    | 178                    |
| 22 | Мале Середкино, присілок             | 145                    | 122                    |
| 23 | Межеумне, присілок                   | 111                    | 96                     |
| 24 | Михайловка, село                     | 516                    | 374                    |
| 25 | Многопольє, присілок                 | 41                     | 18                     |
| 26 | Мокроусово, село                     | 4963                   | 4849                   |
| 27 | Новотроїцьке, присілок               | 282                    | 201                    |
| 28 | Одіно, село                          | 506                    | 347                    |
| 29 | Одставне, присілок                   | 115                    | 66                     |
| 30 | Осеєва, присілок                     | 5                      | 2                      |
| 31 | Півішне, присілок                    | 120                    | 94                     |
| 32 | Полой, присілок                      | 63                     | 0                      |
| 33 | Пороги, присілок                     | 210                    | 191                    |
| 34 | Розсвіт, село                        | 517                    | 386                    |
| 35 | Селезньово, присілок                 | 1                      | 2                      |
| 36 | Семіскуль, присілок                  | 5                      | 0                      |
| 37 | Сливне, присілок                     | 30                     | 33                     |
| 38 | Старопершино, село                   | 448                    | 397                    |
| 39 | Сунгурово, село                      | 521                    | 483                    |
| 40 | Тетер'є, присілок                    | 127                    | 106                    |
| 41 | Травне, село                         | 801                    | 664                    |
| 42 | Уварово, село                        | 394                    | 311                    |
| 43 | Утиче, село                          | 520                    | 479                    |
| 44 | Фатежська, присілок                  | 232                    | 226                    |
| 45 | Часниково, присілок                  | 200                    | 148                    |
| 46 | Шелепово, село                       | 437                    | 359                    |
| 47 | Щигри, село                          | 132                    | 121                    |